# Мемуары (Ларошфуко)
«Мемуары о регентстве Анны Австрийской» (фр. Mémoires sur la régence d’Anne d’Autriche) — книга воспоминаний французского политического деятеля Франсуа VI де Ларошфуко, впервые опубликованная в 1662 году (полное издание увидело свет в 1816 году). Рассказывает главным образом о Фронде и является ценным историческим источником. Автор старается быть объективным, отдаёт должное даже своим врагам (в частности, кардиналу Ришелье), а себя упоминает только изредка и только в третьем лице — «принц Марсийяк».

## История текста
Ларошфуко не планировал издавать мемуары: по его собственным словам, книга была написана только для ближайших друзей. Тем не менее «Мемуары» были опубликованы в Руане в 1662 году без ведома автора, под названием «Гражданские войны во Франции с августа 1649 г. до конца 1652 г.». Текст в этом издании был очень сильно искажён. Ларошфуко добился от парижского парламента запрета на продажу этой книги и в том же году в Брюсселе выпустил своё издание. За последующие 200 лет много раз перепечатывался пиратский текст. Первое научное издание «Мемуаров» увидело свет в 1874 году.